# Sam Abouo
Dominique Sam Abouo (Abiyán, Costa de Marfil, 26 de diciembre de 1973) es un exfutbolista marfileño.

## Trayectoria
Fue internacional con la selección de fútbol de Costa de Marfil y disputó la Copa Africana de Naciones 1992, 1994 y 2000. También disputó la Copa FIFA Confederaciones 1992.